# La Meneuse
La Meneuse (Running Point) est une série télévisée américaine créée par Elaine Ko (en), Mindy Kaling, Ike Barinholtz et David Stassen et diffusée le 27 février 2025 sur Netflix.

## Synopsis
Isla Gordon, la seule sœur d'une famille de frères, est ambitieuse et souvent négligée. Mais lorsque son frère est contraint de démissionner de son poste de président des Los Angeles Waves, elle est nommée à sa place. Maintenant qu'elle monte dans l'entreprise familiale, elle va devoir prouver à ses frères sceptiques, au conseil d'administration et à l'ensemble de la communauté sportive qu'elle est le bon choix pour ce poste. Au fil de la série, elle s'attelle à cette tâche, surtout dans le monde imprévisible et dominé par les hommes qu'est le sport.
Le personnage d'Isla Gordon est inspirée de celui de Jeanie Buss, présidente des Lakers de Los Angeles, également co-productrice de la série.

## Distribution
Sauf indication contraire, les informations mentionnées dans cette section peuvent être confirmées par les bases de données cinématographiques IMDb et Allociné,  présentes dans la section « Liens externes ».

### Acteurs principaux
- Kate Hudson (VF : Barbara Delsol) : Isla Gordon
- Drew Tarver (en) (VF : Benoît Du Pac) : Sandy Gordon
- Scott MacArthur (VF : Jérôme Pauwels) : Ness Gordon
- Brenda Song (VF : Nathalie Bienaimé) : Ali Lee
- Fabrizio Guido (VF : Sébastien Baulain) : Jackie Moreno
- Chet Hanks (en) (VF : Jérémie Bédrune) : Travis Bugg
- Toby Sandeman (VF : Jean-Baptiste Anoumon) : Marcus Winfield

### Acteurs récurrents
- Jay Ellis (VF : Diouc Koma) : Jay Brown
- Dane DiLiegro (en) : Badrag Knauss
- Jon Glaser (en) (VF : Damien Ferrette) : Sean Murphy
- Keyla Monterroso Mejia (en) : Ana Moreno
- Uche Agada (VF : Stevie Tomi) : Dyson Gibbs
- Roberto Sanchez (VF : Thierry Desroses) : Stephen Ramirez
- Justin Theroux (VF : Alexis Victor) : Cam Gordon
- Max Greenfield (VF : Sébastien Desjours) : Lev Levenson
- Scott Evans (VF : Julien Allouf) : Charlie

 Source et légende : version française (VF) sur RS Doublage